# Municipio de College (Pensilvania)
El municipio de College (en inglés: College Township) es un municipio ubicado en el condado de Centre en el estado de Pensilvania. En el año 2000 tenía una población de 8.489 habitantes y una densidad poblacional de 179.0 personas por km².

## Geografía
El municipio de College se encuentra ubicado en las coordenadas 40°49′00″N 77°52′34″O / 40.81667, -77.87611.

## Demografía
Según la Oficina del Censo en 2000 los ingresos medios por hogar en la localidad eran de $50,895 y los ingresos medios por familia eran $65,649. Los hombres tenían unos ingresos medios de $42,617 frente a los $30,633 para las mujeres. La renta per cápita para la localidad era de $24,163. Alrededor del 6,6% de la población estaban por debajo del umbral de pobreza.